# نعناع غاتفوسي
نعناع غاتفوسي (الاسم العلمي:Mentha gattefossei) هو نوع من النباتات يتبع جنس النعناع من الفصيلة الشفوية.